# Plan local d'urbanisme
Pour les articles homonymes, voir PLU.
 (novembre 2018).

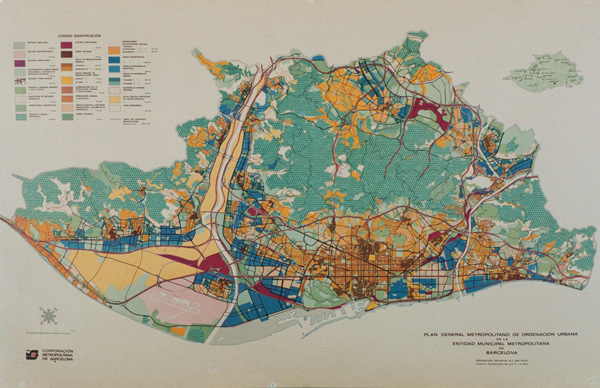
Plan local d'urbanisme de Barcelone.

En France, le plan local d'urbanisme (PLU), ou le plan local d'urbanisme intercommunal (PLUI), est le principal document de planification de l'urbanisme au niveau communal (PLU) ou intercommunal (PLUI). Il remplace le plan d'occupation des sols (POS) depuis la loi relative à la solidarité et au renouvellement urbains du 13 décembre 2000, dite « loi SRU ».
Ce document d'urbanisme est un projet global d'aménagement du territoire de la commune (PLU) ou des communes (PLUI) dans un souci de respect du développement durable dans le cadre du projet d'aménagement et de développement durable (PADD), tout en respectant les politiques d'urbanisme, d'habitat et de déplacements urbains.
Le PLU est régi par les dispositions du Code de l'urbanisme, essentiellement le titre V du livre Ier.
La loi d'engagement national pour l'environnement ou « Grenelle II », du 12 juillet 2010, a modifié plusieurs aspects du PLU : prise en compte de la trame verte et bleue, orientations d'aménagement et de programmation, PLH (programme local de l'habitat) voire PDU (plan de déplacement urbain) intégré dans celles-ci. De plus, lorsque l'établissement public de coopération intercommunale (EPCI) a la compétence intercommunale, le périmètre du PLU est celui de l'intégralité de l'EPCI (on parle alors de PLUI).
Les petites communes se dotent parfois quant à elles d'une carte communale, à défaut d'avoir les moyens d'établir un PLU. Cependant une commune de petite taille mais soumise à une forte pression foncière (commune littorale par exemple) ou à de forts enjeux paysagers ou architecturaux (commune appartenant à un parc naturel régional par exemple) peut avoir intérêt à se doter d'un PLU.

## Périmètre couvert par un PLU
Un plan d'urbanisme peut être élaboré au niveau d'une commune ou au niveau d'une intercommunalité, une communauté de communes, une communauté d'agglomération ou une communauté urbaine. Il peut alors couvrir une zone relativement importante : par exemple, le plan local d'urbanisme de la Communauté urbaine de Lille, approuvé le 8 octobre 2004, s'applique sur 85 communes pour une superficie de 611 km2.
Comme précisé à l'article L.153-1 du code de l'urbanisme, l'intégralité du territoire de la ou des communes concernées doit être couverte par le PLU, y compris les zones d'aménagement concerté (ZAC) qui pouvaient autrefois disposer de leur propre document d'urbanisme, le plan d'aménagement de zone (PAZ). Seuls sont exclus du champ du PLU les plans de sauvegarde et de mise en valeur comme indiqué dans cet article. Les secteurs sauvegardés au sens de la loi Malraux (centres historiques des villes) dont l'aménagement relève de la compétence de l'État et qui doivent être couverts par un plan de sauvegarde et de mise en valeur (PSMV). Le PSMV est le document d'urbanisme de portée règlementaire mais également opérationnelle du secteur sauvegardé. Cependant les dispositions de ces PSMV doivent figurer eux-mêmes aux annexes du PLU (voir ci-dessous), de même que les autres servitudes s'appliquant à ce territoire.
Ceci est notamment renforcé par la possibilité de révision partielle d'un PLU : la mise à jour de ce dernier, si besoin par voie simplifiée, permet d'avoir un plan local d'urbanisme complet et actualisé sur l'ensemble de son territoire.
Dans le cadre de la réalisation d'une opération d'intérêt supra-communal, un plan local d'urbanisme partiel peut être réalisé dans une ou plusieurs communes mais seulement par un établissement public de coopération intercommunale (EPCI), sous réserve que ces communes mettent en place un PLU sur leur territoire.

## PLU intercommunaux (PLUi)
Pour rationaliser l'urbanisme et limiter la concurrence entre territoires, la loi Grenelle II proposait de généraliser les PLU intercommunaux (PLUi), sans les rendre obligatoires.
En 2011, le ministère de l'Écologie a aidé (50 000 € par projet) 31 territoires à expérimenter cette démarche pour - dans le cadre des lois Grenelle I et Grenelle II - mieux prendre en compte les concepts de trame verte et bleue et de soutenabilité des orientations d'aménagement et de programmation, et développer un programme local de l'habitat (PLH) et un plan de déplacements urbains (PDU) à des échelles plus larges. (Quand l'EPCI a compétence intercommunale[pas clair], le périmètre du PLU sera celui de tout l'EPCI. L'« appel à projet » 2011 couvre une zone habitée par environ deux millions de personnes et devait être renouvelé en 2012).
En 2014, la Loi pour l'accès au logement et un urbanisme rénové (ALUR, du 24 mars 2014) prévoit le transfert de la compétence PLU de la commune à l'intercommunalité (échelle jugée plus stratégique et efficace), qui devient responsable des plans locaux d'urbanisme intercommunaux (PLUI).
Ce transfert de la planification de l'urbanisme de la commune vers les intercommunalités vise une meilleure cohérence des diverses politiques publiques concernées, dont l'atténuation du réchauffement climatique et de ses effets (conformément à la loi Grenelle 2), en donnant aux élus de nouveaux moyens de maîtriser la pression foncière et de restaurer, préserver et gérer la biodiversité.
Les métropoles (hors Métropole du Grand Paris), communautés urbaines et établissements publics territoriaux sont obligatoirement compétents en matière de PLUi, et les communautés de communes ou d'agglomération le sont à titre facultatif, puisque - à la suite d'un compromis entre les deux chambres - le transfert de compétence est de droit sauf si 25 % des communes représentant 20 % au moins de la population de ces intercommunalités s’y opposent.
Les PLUi concernent tout le territoire intercommunal, mais peuvent comprendre un ou plusieurs schémas de secteur couvrant chacun tout le territoire d'une ou quelques communes membres de l'EPCI.
Un « Club national des PLUi » s'est créé, qui a aidé en 2015 une centaine de nouveaux EPCI. Brest Métropole océane a proposé un « PLUi Facteur 4 » qui a fusionné le PLH et le PDU au plan climat en traitant notamment la question des îlots de chaleur urbains.
En 2017, quatre ans après un démarrage modeste en 2013 (souvent par de jeunes communautés de communes ou d'agglomération) le dispositif semble de plus en plus apprécié. En mai 2017, le nombre d’intercommunalités et métropoles compétentes serait de 540 sur 1 266, soit presque la moitié en nombre de structures intercommunales, regroupant environ 18 000 communes, soit plus de 50 % (depuis la réduction du nombre de communes avec les communes nouvelles) ; 37 millions de Français sont concernés.

## Éléments constitutifs du PLU

### Rapport de présentation
Il n'est pas opposable.
Ce rapport est constitué de plusieurs éléments :
1. Diagnostic territorial : La situation de la commune et ses principaux enjeux : peut se décliner en plusieurs volets (domaine environnemental, domaine paysager, des risques, l’identité physique du territoire : climat, hydrologie, géologie, domaine de l’économie, démographie, l’emploi, l’habitat, les équipements publics, le patrimoine naturel ou historique).
Remarque : ce diagnostic peut apparaître en tant que pièce individuelle du dossier ou être intégré dans d’autres pièces.
2. L’État initial de l’environnement : Remarque : lui aussi peut être présenté individuellement ou bien intégré dans un autre dossier. On va trouver en général un inventaire :
  - Des milieux naturels, en particulier ceux considérés comme les plus précieux (exemple : les sites de Natura 2000, les sites protégés, les secteurs protégés au titre de la loi littoral ou loi montagne)
  - Chapitre sur la qualité de l’eau, de l’air et du sol
  - Composante faune/flore (en insistant sur les éléments rares)
  - Chapitre sur les équilibres et les continuités écologiques à préserver (exemple : cours d’eau et sa ripisylve ; forêt bordant une rivière)
3. Les orientations générales retenues pour le PADD et le zonage : Il faut indiquer les secteurs et les grands choix réglementaires qui leur correspondent permettant la mise en œuvre du projet communal et ce aussi bien en matière d’urbanisme qu’en matière de protection.
Remarque : Il ne s’agit pas d’une cartographie précise ni d’un règlement précis (uniquement une carte d’orientation).
Exemple :
  - Définition des zones devant accueillir l’habitat et les principales règles d’urbanisation
  - Définition des zones naturelles ou agricoles à protéger et principales règles s’y appliquant
4. Les incidences prévisibles sur l’environnement : L’idée est d’indiquer de façon assez précise les conséquences des choix de la commune sur l’environnement à la fois sur le plan de l'urbanisation (exemple : nombre d’ha rendus constructibles) ou sur le plan de la protection (secteurs efficacement protégés par le PLU, construction possible dans les espaces naturels et agricoles, protection de l’air, de l’eau et du sol)
Remarque : c’est généralement là que l’on trouve le tableau d’évolution des surfaces (obligatoire).
5. La compatibilité au regard des lois et règlements : Doit préciser en quoi les choix spatiaux et règlementaires de la commune respectent les principales lois notamment en matière de protection des paysages et de l’environnement (loi littoral, loi montagne, Natura 2000).

### Projet d'aménagement et de développement durables (PADD)
Le plan d'aménagement et de développement durables (PADD), devenu projet d'aménagement et de développement durables, constitue la nouveauté essentielle ; entre le contenu du plan d'occupation des sols et celui du PLU.
C'est un document politique exprimant les objectifs et projets de la collectivité locale en matière de développement économique et social, d'environnement et d'urbanisme à l'horizon de dix à vingt ans.
Il répond au principe de développement durable qui inscrit le PLU dans des objectifs plus lointains que sa propre durée ; le développement durable est défini comme « un développement qui répond aux besoins du présent sans compromettre la capacité des générations futures de répondre aux leurs » (Rapport « Notre avenir à tous » de la Commission des Nations unies sur l’environnement et le développement durable, dit rapport Brundtland).
Il était initialement opposable aux tiers. Cette disposition jugée génératrice d'une insécurité juridique importante a été supprimée par la loi Urbanisme et Habitat du 2 juillet 2003. Toutefois, le zonage et le règlement écrit doivent être en cohérence avec celui-ci. C'est ainsi que le juge administratif se garde le droit d'interpréter le règlement en recherchant la volonté communale exprimée dans le PADD. De même, toute évolution du document reste conditionnée au respect de l'économie générale du PADD. En effet, si l'évolution du PLU implique une telle atteinte, il conviendra de procéder à une révision. Cependant, si l'évolution voulue ne porte pas atteinte à l'économie générale du PADD, la procédure de modification sera suffisante. C'est ainsi que toute modification du PLU doit rester cohérente avec le projet urbain exprimé dans le PADD. Cette notion de cohérence, d'une interprétation souple, assure la sécurité juridique du document, tout en préservant une certaine portée à ce PADD, une opposabilité indirecte.
En 2010, la loi Grenelle II ajoute que si un périmètre d'un SCOT (Schéma de cohérence territoriale) « recouvre en tout ou partie celui d’un Pays ayant fait l'objet d'une publication par arrêté préfectoral, le PADD du schéma de cohérence territoriale prend en compte la charte de développement du pays ».
Cette même loi Grenelle II modifie aussi l'article L.122-1-3 en le précisant : le PADD « fixe les objectifs des politiques publiques d'urbanisme, du logement, des transports et des déplacements, d’implantation commerciale, d’équipements structurants, de développement économique, touristique et culturel, de développement des communications électroniques, de protection et de mise en valeur des espaces naturels, agricoles et forestiers et des paysages, de préservation des ressources naturelles, de lutte contre l’étalement urbain, de préservation et de remise en bon état des continuités écologiques ».
La mise en conformité des PLU (et des SCoT) par rapport à la loi Grenelle II - à la suite d'une nouvelle disposition législative introduite en 2011 (pour le domaine de l'urbanisme) - rétablit la faculté de dépasser de 20 % les limites de gabarit et de densité d’occupation des sols dans des zones protégées, si les constructions remplissant certains critères de performance énergétique ou comportant des équipements de production d'énergie renouvelable.
Un nouvel article 20 accroit la période transitoire dont bénéficient les communes et établissements publics de coopération intercommunale (EPCI) pour mettre en conformité leurs Scot et PLU avec les règles du Grenelle 2 (demande faites par certains députés en séance publique le 20 décembre 2010). Les SCOT et PLU approuvés avant le 12 janvier 2011 avaient jusqu'au 1er janvier 2016 pour intégrer les dispositions du Grenelle 2. Les documents d’urbanisme en cours d’élaboration ou de révision approuvés avant le 1er juillet 2013, dont le projet de schéma ou de plan aura été arrêté avant le 1er juillet 2012, pourront opter pour l’application des dispositions antérieures. Ils avaient ensuite jusqu’au 1er janvier 2016 pour intégrer les dispositions du Grenelle 2.

### Orientations d'aménagement et de programmation
Nouveauté de la loi SRU (amendée par la loi Urbanisme et Habitat (Loi Robien)), l'intention du projet sans formalisme (« le considérant ») ouvre une voie nouvelle pour la réglementation de l'urbanisme en France. Les collectivités peuvent dorénavant orienter leur vision de développement (nouveaux quartiers, reconquêtes de centralité…) au-delà du strict formalisme du document réglementaire à travers des options d'aménagement imposables au permis de construire. Mal préparés à cette évolution novatrice, les auteurs de PLU et l'administration préfectorale ont négligé la dimension négociée et évolutive de ce document qui permet de créer de l'expérimentation architecturale, urbanistique et paysagère à raison de loi locale. La seconde génération de PLU pressentie entre 2008 et 2013 pourrait offrir une occasion nouvelle d'échanges et d'expérimentations de nouvelles pratiques.[style à revoir]
La Loi SRU a créé le document d'orientations particulières d'aménagement (DOPA), obligatoire dans le cas des entrées de ville et l'ouverture à l'Urbanisation Alternative des zones d'aménagement futures, les zones à urbaniser (zone AU). Depuis la loi Urbanisme et Habitat, toutes les orientations d'aménagement (même en zone AU) sont devenues facultatives.
Depuis la loi Grenelle II de 2010, ces éléments prennent la forme d'orientations d'aménagement et de programmation, qui sont désormais un élément obligatoire des PLU.

### Zonage et les documents graphiques du règlement
Le territoire de la commune ou de l'EPCI est divisé en plusieurs zones mentionnées dans le règlement et traduites sous forme d'un document graphique.
- les zones urbaines, dites « zones U » : ce sont « les secteurs déjà urbanisés et les secteurs où les équipements publics existants ou en cours de réalisation ont une capacité suffisante pour desservir les constructions à implanter » (article R. 151-18[20] du code de l'urbanisme). (anciennes zones U du plan d'occupation des sols (POS) ). Il y a plusieurs types de zone U, reprenant fréquemment, mais pas forcément (car leur dénomination et les règles associées peuvent différer suivant les objectifs poursuivis par les zones en question)exemple de dénomination différente de celle citée ci-après, les dénominations suivantes[21],[22],[23] :
  - Zone UA zone urbaine mixte, à caractère central, à dominante d’habitat, pouvant comporter des commerces, des services, des bureaux, des activités artisanales, des équipements publics, compatibles avec un environnement urbain dense
  - Zone UB est une zone mixte à vocation essentiellement résidentielle, située en extension du centre village, et composée très majoritairement d’habitat individuel isolé ou constitué sous forme de lotissements[24].
  - Zone UC (comme commerce), zone urbaine mixte, à caractère central, à dominante d'habitat, pouvant comporter des commerces, des services, des bureaux, des activités artisanales, des équipements publics, compatibles avec un environnement urbain dense[25].
  - Zone UD, zone urbaine de faible densité et d’urbanisation modérée, à dominante d’habitat, pouvant comporter pour des besoins de proximité des activités de services, commerciales, artisanales, des équipements publics, compatibles avec l’habitat existant
  - Zone UE. Il s'agit d'une zone urbaine mixte, de densité moyenne ou faible, à dominante d'habitat, pouvant comporter des commerces, des services, des bureaux, des activités artisanales, des équipements publics, compatible avec un environnement urbain[26].
  - Zone UL, zone de constructions et d'équipements de loisirs en lien avec des activités touristiques
  - Zone UI, est une zone urbaine qui a pour spécificité principale d'accueillir des activités industrielles et artisanales
  - Zone UP zone dédié à l'activité portuaire
  - Zone UT (comme tourisme). C'est une zone destinée à l’hébergement touristique et hôtelier ainsi qu’aux commerces et aux infrastructures de loisirs qui les accompagnent[27].
  - Zone UV' (comme voyage). C'est une zone destinée à l’aire d’accueil des gens du voyage[28].
  - Zone UY pour activités artisanales, industrielles, commerciales et de services[29].

- Les zones à urbaniser, dites « zones AU » : l'article R. 151-20[30] du code de l'urbanisme les définit comme pouvant « être classées en zone à urbaniser les secteurs à caractère naturel de la commune destinés à être ouverts à l'urbanisation ». (anciennes zones NA du POS). On distingue deux types de zones AU :
  - les secteurs urbanisables immédiatement en raison de la présence « d'assainissement existant à la périphérie immédiate d'une zone AU » et ayant « la capacité suffisante pour desservir les constructions à implanter dans l'ensemble de cette zone » ; cette zone est généralement nommée « 1AU » ;
  - si cette capacité est insuffisante, l'ouverture à l'urbanisation est subordonnée à une modification ou une révision du PLU ; on nomme généralement cette zone « 2AU ».

Le plan de zonage délimite aussi des secteurs particuliers, comme les espaces boisés classés ou les emplacements réservés (notamment pour la construction future d'équipements publics).
- Les zones non constructibles :
  - Les zones agricoles, dites « zones A » (anciennes zones NC non constructibles du POS): il s'agit des « secteurs de la commune, équipés ou non, à protéger en raison du potentiel agronomique, biologique ou économique des terres agricoles » (article R. 151-22[31] du code de l'urbanisme). C'est un régime strict et surveillé, seules les constructions ou installations nécessaires aux services publics et à l'exploitation agricole y sont autorisées. Les terrains situés à moins de 100 mètres du littoral doivent être classés en zone A ou N.
  - Les zones naturelles et forestières, dites « zones N » (anciennes zones ND du POS): ce sont les « secteurs de la commune, équipés ou non, à protéger en raison soit de la qualité des sites, des milieux naturels, des paysages et de leur intérêt, notamment du point de vue esthétique, historique ou écologique, soit de l'existence d'une exploitation forestière, soit de leur caractère d'espaces naturels » (article R. 151-24[32] du code de l'urbanisme). Les terrains situés à moins de 100 mètres du littoral doivent être classés en zone A ou N.

- Les zones de réserves :
  - Zone IAU recouvre des secteurs à caractère naturel destinés à être ouverts à l’urbanisation, pour accueillir un développement urbain à vocation d’habitat ou d’activités économiques dans les conditions fixées par les orientations d’aménagement et un règlement[33]
  - Zone IIAU recouvre des secteurs non urbanisés dont la constructibilité est différée dans l‘attente de la réalisation des équipements nécessaires. Son ouverture à l’urbanisation est subordonnée à une modification ou une révision du PLU[34].

### Règlement
Il décrit, pour chaque zone définie dans le document graphique, les dispositions réglementaires applicables. Il peut comprendre tout ou partie des éléments mentionnés aux sous-sections 3 à 5 de la section 3 du chapitre 1er du titre V du livre Ier de la partie réglementaire du code de l'urbanisme. Bien que la structure du règlement soit généralement reprise par les rédacteurs du plan local d'urbanisme, elle ne constitue plus aujourd'hui qu'un guide de ce qu'il est possible de réglementer. Seuls certains éléments sont obligatoires ; s'ils ne sont pas rédigés, ils doivent figurer sous une forme graphique (plan de zonage). Les autres mesures sont facultatives.
- Destination des constructions, usages des sols et nature d'activité
  - Destinations et sous-destinations possibles
  - Interdictions ou limitations de certains usages et affectations des sols, constructions et activités
  - Mixité fonctionnelle et sociale
- Caractéristiques urbaine, architecturale, environnementale et paysagère
  - Volumétrie et implantation des constructions
  - Qualité urbaine, architecturale, environnementale et paysagère
  - Traitement environnemental et paysager des espaces non bâtis et abords des constructions
  - Stationnement
- Équipement et réseaux
  - Desserte par les voies publiques et privées
  - Desserte par les réseaux

Chacune de ces règles, lorsqu'elle est mise en place dans le règlement, doit être justifiée dans le rapport de présentation (article R.151-9 du code de l'urbanisme).
La hauteur (10°), l'implantation des constructions (6° et 7°) et la densité des constructions (14°) sont obligatoirement réglementées dans les secteurs constructibles des zones N (R.123-8 et R. 123-9 du code de l'urbanisme)

## Compatibilité
Le PLU doit respecter les consignes données par différents documents de rang supérieur élaborés par l'État ou d'autres collectivités territoriales. Il le fait, dans une relation de compatibilité verticale ascendante pour les documents suivants :
- Toutes les lois, dont Loi montagne et Loi littoral ;
- Directive territoriale d'aménagement (DTA - de compétence étatique) ;
- Schéma de cohérence territoriale (SCOT - mis en place par un établissement public regroupant les collectivités locales du périmètre de SCOT) ;
- Programme local de l'habitat (PLH) ;
- Plan de déplacements urbains (PDU) ;
- Chartes des Parcs nationaux ou régionaux ;
- Charte de développement du Pays ;
- Schéma d'aménagement et de gestion des eaux (SAGE) et Schéma directeur d'aménagement et de gestion des eaux (SDAGE)…

## Élaboration
La procédure d'élaboration du PLU est détaillée aux articles L. 153-11 et suivants et R. 153-2 et suivants du code de l'urbanisme.
Elle se déroule en plusieurs étapes bien distinctes, comportant plusieurs étapes de concertation.
1. Le conseil municipal prescrit l'élaboration du PLU (ex nihilo ou par la mise en révision générale de son plan d'occupation des sols) et définit les modalités de la concertation préalable prescrite à l'article L. 103-3.
2. La décision est notifiée au préfet, au président du Conseil départemental, à l'établissement public chargé de la mise en œuvre du SCOT, à l'autorité organisatrice de transports, à l'organisme de gestion des parcs nationaux ou des parcs naturels régionaux s'il y a lieu, aux présidents de la Chambre de Commerce et d'Industrie, de la Chambre des Métiers et de l'Artisanat et de la Chambre d'Agriculture, les sections régionales de la conchyliculture s'il y a lieu, ainsi que les collectivités territoriales limitrophes pour les communes frontalières.
3. La décision est publiée selon la procédure légale en vigueur.
4. La phase des études préalables à l'établissement du projet de PLU est engagée. Une très large concertation est mise en place : C'est durant cette période que se déroule la concertation préalable avec le public, selon les modalités fixées par la délibération prescrivant le PLU. Cette concertation a pour objet de recueillir les avis de la population, avis venant nourrir la réflexion des urbanistes. Elle n'a pas vocation à présenter le projet de PLU. À leur demande, les personnes publiques énumérées aux articles R. 132-7 et R. 132-9 sont consultées au cours de l'élaboration du projet de PLU. Il en est de même des présidents d'établissements publics de coopération intercommunale (EPCI) limitrophes compétents en matière d'urbanisme, des maires des communes voisines, du président de l'établissement public responsable du SCOT dont la commune est limitrophe le cas échéant. Le maire peut, s'il le souhaite, recueillir l'avis de tout organisme ou association compétents en matière d'aménagement, d'urbanisme, d'environnement, d'architecture, d'habitat, de déplacements. S'il existe, le Document de gestion de l'espace agricole et forestier (DGEAF) doit être consulté lors de l'élaboration des documents d'urbanisme.
5. Deux mois minimum avant l'arrêt du projet, un débat a lieu en conseil municipal sur les orientations générales du projet d'aménagement et de développement durables.
6. Le conseil municipal arrête par délibération le projet de PLU.
7. Le projet est alors soumis pour avis aux personnes associées à son élaboration (articles L. 153-16 et L. 153-17). Ces personnes donnent un avis dans la limite de leur compétence et dans un délai de trois mois à partir de la transmission du projet de PLU. En cas d'absence de réponse au terme de ce délai de trois mois, leur avis est considéré comme favorable.
8. Le projet, auquel les avis sont annexés, est soumis par le maire à enquête publique (loi Bouchardeau) pendant un mois. Pour ce faire, le maire saisit le président du tribunal administratif dont il dépend. Ce dernier désigne alors un commissaire enquêteur ou une commission d'enquête.
9. Le projet, éventuellement modifié à la suite de l'enquête publique, est approuvé par délibération du conseil municipal.
10. Le PLU approuvé est tenu à la disposition du public.

Dans les communes non couvertes par un SCOT, il devient exécutoire seulement un mois après sa transmission au préfet, si celui-ci n'a pas notifié à la commune par lettre motivée des modifications à apporter. Dans ce cas, il ne devient exécutoire qu'une fois la délibération approuvant les modifications demandées publiée et transmise au préfet.

## Mises à jour
Le plan local d'urbanisme évolue et doit évoluer pour rester en adéquation avec le cadre légal, les documents de planification d'un niveau supérieur ou simplement avec les ambitions et les perspectives d'aménagement de la collectivité. Pour cela, il peut être révisé (même procédure que pour l'élaboration), modifié (via éventuellement une modification simplifiée), mis en compatibilité (art L. 153-49 et suivants du code de l'urbanisme), par exemple pour intégrer les orientations du PADD. Selon les cas, cette procédure doit ou non faire l'objet d'une enquête publique. Une révision peut être l'occasion d'intégrer ou mettre à jour la trame verte et bleue « et établir des prescriptions adaptées compte tenu du nouvel état des connaissances disponibles ».
Selon l'importance de la modification, le Code de l'Urbanisme prévoit en effet plusieurs procédures.

### Sans enquête publique
- La mise à jour (art. L.153-60) : Cette procédure simple n'est utilisée que pour effectuer la transcription dans le PLU de Servitudes d'utilité publique (plan de prévention des risques, Plan de prévention du risque inondation, monuments historiques…) ayant été adoptées dans le cadre de leurs réglementations, souvent au terme d'enquête publique. Il s'agit en fait d'assurer le caractère de « centre d'information » du PLU pour la plupart des réglementations publiques liées aux terrains.

La mise à jour s'effectue par arrêté du maire ou du président de l'EPCI dans le cas d'un PLU intercommunal.

### Avec enquête publique
- La modification
- La révision simplifiée
- La révision (art. L. 153-31 et suivants)

La révision d'un PLU est une procédure lourde qui consiste, en cas d'atteinte à l'économie générale du PADD, à reprendre en son ensemble la procédure d'élaboration du PLU, c'est-à-dire délibération, études/concertations/associations, enquête publique, promulgation.
Il s'agit d'une procédure longue, puisque le seul respect des délais de procédure nécessite au moins 8 mois (sans prise en compte des phases d'études et de consultation qui sont à l'appréciation de la commune ou de l'EPCI porteur de PLU). Globalement, on peut indiquer qu'une révision dure un à deux ans au minimum.
- La mise en compatibilité avec les déclarations d'utilité publique (DUP) et les déclarations de projet[38], concernant des projets qui ne seraient pas initialement compatibles avec les dispositions du document d'urbanisme, s'effectue par l'autorité qui déclare d'utilité publique le projet ou met en œuvre la procédure de déclaration de projet[39].

### Avec mise à disposition du projet au public
- La modification simplifiée (art. L.153-45 et suivants).

## Intégration de la nature et de l'écologie urbaine
La stratégie nationale pour la biodiversité, dans un des six « engagements de l’État » (19 mai 2011), prévoit de restaurer des milieux naturels et des continuités écologiques y compris en ville via des « trames vertes et bleues urbaines », en déclinant localement la trame verte et bleue, et le cas échéant en valorisant les friches industrielles et portuaires ; en lien avec les 37 actions du plan d’actions « Restaurer et valoriser la nature en ville »), tout en luttant contre les espèces invasives.
En 2012, une note sur l'intégration de la nature dans les plans locaux d'urbanisme a été publiée, et des actions repoussées, faute de budget selon le gouvernement (« Atlas de la biodiversité communale » (ABC) initialement prévu pour 2012 et élaboration d’un indicateur d'accessibilité des espaces verts) et en raison d'une « faible implication des acteurs ». Sont prévus pour 2012-2013 « un kit pédagogique destiné aux élus, un portail d’informations consacré à la nature en ville et la tenue d’une conférence nationale en 2013 ».
Par exemple, sur la base d'une évaluation environnementale, le PADD peut préconiser et justifier des « orientations d’aménagement en faveur de l’intégration de la biodiversité dans les bâtiments (concept de « bâtiment à biodiversité positive » ou de maison-nichoirs) et dans les aménagements (perméabilité des clôtures pour la mise en réseau des jardins ; recommandations d’espèces locales pour les plantations […] Dans le PLUi de la CU de Dunkerque, l’inscription d’une orientation thématique « TVB-cœur d’agglomération » s’articule étroitement à la Stratégie locale de la biodiversité du territoire communautaire en cours d’élaboration. Cette orientation d’aménagement a pour objectif d’utiliser les délaissés des infrastructures (canaux, routes et voies ferrées, chemins verts) et de les aménager de telle manière à former un réseau de continuités écologiques intra-urbaines en le connectant aux cœurs de nature disséminés sur le territoire et dans ses franges. L’idée finale est de faire participer le centre de l’agglomération aux dynamiques écologiques en le rendant perméable à la faune et la flore dans la double finalité de favoriser la nature en ville et le développement d’une biodiversité urbaine. »

## Améliorer la prise en compte de la ressource en eau
Certains territoires connaissent un développement important induit par la mise en service d’infrastructures routières nouvelles, et un certain niveau de dynamisme économique. Les documents d’urbanisme sont révisés fréquemment pour permettre la construction d’espaces nouveaux. L'extension des territoires urbanisés n’est pas sans impact sur l’environnement : accroissement des prélèvements pour l’alimentation des populations en eau potable, augmentation des rejets (eaux pluviales et eaux usées), fragmentation des milieux naturels… Ces réflexions sont au cœur des conclusions du « Grenelle de l’environnement ».
Ces impacts doivent être pris en compte dès la définition des projets structurant à l’échelle d’un territoire. Aussi convient-il de les intégrer dans l’élaboration des documents de planification urbaine (plans locaux d’urbanisme, cartes communales…). De nombreuses publications (articles, guides…) existent sur le sujet :
- Prise en compte du volet eau dans les PLU (guide méthodologique)[43]
- « L’eau, une ressource pour l’aménagement » - Revue Diagonal n° 177[44]

## Évolution règlementaires

### Suites du Grenelle de l'environnement
La loi « Grenelle II », ou loi no 2010-788 du 12 juillet 2010 portant engagement national pour l'environnement (parfois appelée loi ENE) complète, applique et territorialise une loi votée l'année précédente, dite « loi Grenelle I » (précédemment adoptée en octobre 2008 et validée le 11 février 2009). Elle modifie l’article L.121-10 du code de l'urbanisme (Les plans locaux d’urbanisme intégrant les dispositions des PDU (Plan de déplacements urbains) et les directives territoriales d’aménagement et de développement durable ne pourront plus être adoptés sans une évaluation environnementale préalable tenant compte de la surface, nature et sensibilité du territoire concerné, et de l’importance des travaux et aménagements qu'autorisent ces plans ou directives. L'élaboration ou la mise à jour d'un PLU est une occasion possible pour sensibiliser et communiquer sur les enjeux de l'écologie urbaine, la palette réglementaire du PLU permettant de planifier - à la parcelle - la restauration de zones de nature, d'une trame verte et bleue urbaine. Le PLU aide aussi à hiérarchiser les enjeux de gestion restauratoire et donc différentiée en définissant réglementairement des zones à enjeux, pour leur protection et gestion écologique ultérieure, conformément aux orientations du PADD ou en complément de ces dernières.

#### Intégration de la Trame verte et bleue nationale dans les PLU
À la suite du Grenelle de l'Environnement, la loi no 2009-967 du 3 août 2009 de programmation relative à la mise en œuvre du Grenelle de l'environnement (Grenelle 1) a fixé les objectifs de la Trame verte et bleue (TVB), en y intégrant la préservation de la biodiversité notamment par la conservation, la restauration et la création de continuités écologiques.
Toutefois un avis du Conseil d’État a mis en évidence, début 2012, des malfaçons juridiques qui fragilisaient l'édifice législatif et réglementaire, élaboré par la loi Grenelle II (loi n° du 10 juillet 2010). Le décret relatif à la Trame verte et bleue no 2012-1492 du 27 décembre 2012 (J.O. du 29 décembre 2012), précise les définitions de la Trame verte et bleue, le contenu et la procédure d'élaboration des schémas régionaux de cohérence écologique. Enfin, la composition des comités régionaux a été reprise par la loi du 30 décembre 2012 relative à la mise en œuvre du principe de participation du public défini à l’article 7 de la Charte de l’environnement.
Le code de l'urbanisme a ainsi été modifié de manière que les PLU (tout comme le SCOT, le PADD, les cartes communales ou le Document d'orientation et de programmation) tiennent compte de la trame verte et bleue nationale et régionale (et éventuellement transfrontalière). Le PLU devrait aussi tenir compte d'éventuelles Directives territoriales d’aménagement et de développement durables, intégrant la « préservation des espaces naturels, agricoles et forestiers, des sites et des paysages, de cohérence des continuités écologiques », certaines mesures nécessaires à la mise en œuvre pouvant même devenir « projet d’intérêt général », ainsi que tout projet d’ouvrage, travaux ou protection présentant un caractère d’utilité publique et répondant cumulativement aux conditions suivantes : « 1° Être destiné à la réalisation d’une opération d’aménagement ou d’équipement, au fonctionnement d’un service public, à l’accueil et au logement des personnes défavorisées ou de ressources modestes, à la protection du patrimoine naturel ou culturel, à la prévention des risques, à la mise en valeur des ressources naturelles, à l'aménagement agricole et rural ou à la préservation des continuités écologiques.

### Loi Climat - Résilience du 22 août 2021

#### Zéro artificialisation nette
- L’article 191 pose le principe selon lequel l’artificialisation des sols doit être réduite de 50 % dans les dix prochaines années, à compter du 22 août 2021.
- Article 194 : Le PLU ne peut prévoir l'ouverture à l'urbanisation d'espaces naturels, agricoles ou forestiers que s'il est justifié, au moyen d'une étude de densification des zones déjà urbanisées, que la capacité d'aménager et de construire est déjà mobilisée dans les espaces urbanisés.
- Article 199 : Les Orientations d’aménagement et de programmation continuent de s’enrichir. Elles devront désormais comporter un échéancier pour l’ouverture à l’urbanisation et l’aménagement des zones AU. De même, elles devront indiquer les actions et opérations qui permettront de valoriser les « continuités écologiques » (article 200).
- Pour les communes situées dans une zone fortement urbanisée, le règlement du PLU devra prévoir dans certains secteurs une part minimale des surfaces non imperméabilisées ou éco-aménageables (article 201).
- Lors de la délivrance d’une autorisation d’urbanisme, il sera possible de déroger aux règles relatives à la hauteur et à l’aspect extérieur des constructions prévues dans le PLU si le projet prévoit la végétalisation des façades ou des toitures (article 202).

#### Mobilité
- Article 117 : lorsque le règlement impose la réalisation d'aires de stationnement pour les véhicules motorisés, le service instructeur pourra, par décision motivée, réduire cette obligation à raison d'une aire de stationnement pour véhicule motorisé en contrepartie de la création d'infrastructures ou de l'aménagement d'espaces permettant le stationnement sécurisé d'au moins six vélos par aire de stationnement.

## Annulation du PLU
Le délai de recours contre la délibération approuvant le PLU est de deux mois ; délai qui commence à courir à partir du premier jour de l’affichage en mairie de la délibération.

### Actions des associations
L'article L. 600-1-1 du code de l’urbanisme prévoit désormais que pour avoir intérêt à agir contre une « décision relative à l’occupation ou l’utilisation des sols », l’association doit avoir été constituée au moins « au moins un an avant l’affichage en mairie de la demande du pétitionnaire. »[réf. souhaitée]

### Conséquences de l'annulation
Un nouvel article L. 600-12-1 précise que l’annulation du document d’urbanisme sur la base duquel l’autorisation a été délivrée est sans incidence sur la légalité de celle-ci, sauf si l’annulation du PLU porte sur un motif qui n’est pas étranger aux règles applicables au projet.

## Perspectives d'évolution
À la suite de la loi Grenelle II et pour mieux respecter la hiérarchie des normes, des textes clarifient et simplifient les procédures du PLU (et du SCoT). L'ordonnance no 2012-11 du 5 janvier 2012 portant clarification et simplification des procédures d'élaboration, de modification et de révision des documents d'urbanisme a été publiée au Journal officiel le 6 janvier 2012. Elle est entrée en vigueur le 1er janvier 2013, mais des aménagements sont prévus :
- pour préciser les conséquences juridiques et obligations d'un changement de périmètre dans une commune dotée d'un PLU (ou d’un établissement public de coopération intercommunale compétent en matière de PLU).
- pour préciser certaines dérogations pour la construction d’habitation.
- pour préciser « le champ d'application de la modification de droit commun pour laquelle une enquête publique doit être effectuée » ; dans les cas de majoration de plus de 20 % des possibilités de construction, « résultant dans une zone, de l’application de l’ensemble des règles du plan » ; ou dans les cas de diminution des possibilités de construire ou de réduction d'une « zone urbaine ou à urbaniser ». Dans certains cas, une « procédure pour laquelle une simple mise à disposition du public pendant un mois » suffira.
- pour préciser les mises en compatibilité, via un nouvel article portant « sur le champ d’application de la mise en compatibilité avec un autre document ». Il s'agit notamment de faciliter l'évolution des PLU intercommunaux quand le périmètre de l'intercommunalité change (art. 4) ; une simple mise à disposition du public durant un mois suffira pour les cartes communales s'il ne s'agit que de rectifier une erreur matérielle.

Le contenu et déroulement de la mise à disposition du public sera précisé, de même que la manière dont la commune (ou l’EPCI compétent en matière de PLU) devra tenir compte des résultats de la mise à disposition» (art. 4). Les majorations de possibilités de construire visant à favoriser la construction de logements sociaux et faire des constructions écologiquement performantes seront précisées (art.5).
Les personnes concertées lors de l'élaboration du projet et le champ d’application de la concertation obligatoire seront également précisés, de même que les modalités de la concertation (pouvant être aussi facultativement faite). Si un projet est soumis à enquête publique, le bilan de la concertation devra être joint au dossier d’enquête publique.